# Raión de Blizniukyi
Blizniukyi (en ucraniano: Близнюківський район) es un raión o distrito de Ucrania en el óblast de Járkov. 
Comprende una superficie de 1380 km².
La capital es la ciudad de Blizniukyi.

## Demografía
Según estimación 2010 contaba con una población total de 21420 habitantes.

## Otros datos
El código KOATUU es 6320600000. El código postal 64800 y el prefijo telefónico +380 5754.